# Liste des conseillers départementaux de Tarn-et-Garonne
Pour un article plus général, voir Conseil départemental de Tarn-et-Garonne.

## Conseil départemental depuis 2021
|                                    |       |       |      |                                     |                              |
| Parti                              | Sigle | Sigle | Élus | Groupe                              | Président                    |
| Majorité (16)                      |       |       |      |                                     |                              |
| Parti socialiste                   |       | PS    | 3    | Tarn-et-Garonne en commun (5)       | Dominique Sardeing-Rodriguez |
| Divers gauche                      |       | DVG   | 2    | Tarn-et-Garonne en commun (5)       | Dominique Sardeing-Rodriguez |
| Parti radical de gauche            |       | PRG   | 6    | Radicaux et apparentés (11)         | José Gonzales                |
| Divers gauche                      |       | DVG   | 3    | Radicaux et apparentés (11)         | José Gonzales                |
| Divers centre                      |       | DVC   | 2    | Radicaux et apparentés (11)         | José Gonzales                |
| Opposition (14)                    |       |       |      |                                     |                              |
| Divers centre                      |       | DVC   | 5    | Le Tarn-et-Garonne d'abord (6)      | Jean-Claude Bertelli         |
| Divers droite                      |       | DVD   | 1    | Le Tarn-et-Garonne d'abord (6)      | Jean-Claude Bertelli         |
| Les Républicains                   |       | LR    | 4    | Engagés pour le Tarn-et-Garonne (4) | Mathieu Albugues             |
| Divers gauche                      |       | DVG   | 2    | Non-inscrits (4)                    | Aucun                        |
| Rassemblement national             |       | RN    | 2    | Non-inscrits (4)                    | Aucun                        |
| Président du Conseil départemental |       |       |      |                                     |                              |
| Michel Weill (PRG)                 |       |       |      |                                     |                              |

| Canton                    | Conseiller départemental     | Parti | Parti | Groupe                          | Autres mandats                                                                                    |
| ------------------------- | ---------------------------- | ----- | ----- | ------------------------------- | ------------------------------------------------------------------------------------------------- |
| Aveyron-Lère              | Valérie Rabault              |       | PS    | Tarn-et-Garonne en commun       | Députée de la première circonscription du Tarn-et-Garonne Conseillère municipale de Piquecos      |
| Aveyron-Lère              | Cédric Vaissieres            |       | DVG   | Tarn-et-Garonne en commun       | Conseiller municipal de Caussade                                                                  |
| Beaumont-de-Lomagne       | Anne Ius                     |       | DVG   | Radicaux et apparentés          |                                                                                                   |
| Beaumont-de-Lomagne       | Jean-Luc Deprince            |       | PRG   | Radicaux et apparentés          | Vice-président Maire de Beaumont de Lomagne                                                       |
| Castelsarrasin            | Jean-Philippe Bésiers        |       | DVC   | Le Tarn-et-Garonne d'abord      | Maire de Castelsarrasin                                                                           |
| Castelsarrasin            | Véronique Colombié           |       | DVC   | Le Tarn-et-Garonne d'abord      |                                                                                                   |
| Garonne-Lomagne-Brulhois  | Christian Astruc             |       | DVC   | Le Tarn-et-Garonne d'abord      | Président sortant.                                                                                |
| Garonne-Lomagne-Brulhois  | Marie-José Mauriège          |       | DVC   | Le Tarn-et-Garonne d'abord      |                                                                                                   |
| Moissac                   | Any Delcher                  |       | RN    | Non-inscrits                    | Adjointe au maire de Moissac                                                                      |
| Moissac                   | Romain Lopez                 |       | RN    | Non-inscrits                    | Maire de Moissac                                                                                  |
| Montauban-1               | Ghislain Descazeaux          |       | DVG   | Non-inscrits                    |                                                                                                   |
| Montauban-1               | Liliane Morvan               |       | DVG   | Non-inscrits                    |                                                                                                   |
| Montauban-2               | Catherine Bourdoncle         |       | PS    | Tarn-et-Garonne en commun       | Vice-président                                                                                    |
| Montauban-2               | José Gonzales                |       | PRG   | Radicaux et apparentés          | Vice-président                                                                                    |
| Montauban-3               | Clarisse Heulland            |       | LR    | Engagés pour le Tarn-et-Garonne | Adjointe au maire de Montauban                                                                    |
| Montauban-3               | Bernard Pécou                |       | LR    | Engagés pour le Tarn-et-Garonne | Conseiller municipal de Montauban                                                                 |
| Montech                   | Dominique Sardeing-Rodriguez |       | PS    | Tarn-et-Garonne en commun       | Vice-président                                                                                    |
| Montech                   | Michel Weill                 |       | PRG   | Radicaux et apparentés          | Président Maire de Montbeton (jusqu'en 2021)                                                      |
| Pays de Serres Sud-Quercy | Mathieu Albugues             |       | LR    | Engagés pour le Tarn-et-Garonne |                                                                                                   |
| Pays de Serres Sud-Quercy | Sophie Delbreil              |       | LR    | Engagés pour le Tarn-et-Garonne |                                                                                                   |
| Quercy-Aveyron            | Jean-Claude Bertelli         |       | DVC   | Le Tarn-et-Garonne d'abord      |                                                                                                   |
| Quercy-Aveyron            | Elisabeth Castagne           |       | DVD   | Le Tarn-et-Garonne d'abord      |                                                                                                   |
| Quercy-Rouergue           | Emmanuel Cros                |       | DVG   | Radicaux et apparentés          | Vice-président Maire de Laguépie                                                                  |
| Quercy-Rouergue           | Nadine Sinopoli              |       | DVG   | Tarn-et-Garonne en commun       | Maire de Septfonds                                                                                |
| Tarn-Tescou-Quercy vert   | Jérôme Beq                   |       | DVC   | Radicaux et apparentés          | Vice-président Maire de Labastide-Saint-Pierre                                                    |
| Tarn-Tescou-Quercy vert   | Patricia Ducasse             |       | DVC   | Radicaux et apparentés          |                                                                                                   |
| Valence                   | Jean-Michel Baylet           |       | PRG   | Radicaux et apparentés          | Maire de Valence-d'Agen                                                                           |
| Valence                   | Christiane Le Corre          |       | PRG   | Radicaux et apparentés          | Vice-président Adjointe au maire de Valence d'Agen                                                |
| Verdun-sur-Garonne        | Marie-Claude Nègre           |       | PRG   | Radicaux et apparentés          | Vice-président Maire de Campsas Présidente de la Communauté de communes Grand-Sud Tarn-et-Garonne |
| Verdun-sur-Garonne        | Alain Belloc                 |       | DVG   | Radicaux et apparentés          | Vice-président Maire de Pompignan                                                                 |

## Conseil départemental 2015-2021
|                                    |       |       |      |                                                |
| Parti                              | Sigle | Sigle | Élus | Groupes                                        |
| Majorité (15 sièges)               |       |       |      |                                                |
| Les Républicains                   |       | LR    | 7    | Mobilisés pour le Tarn-et-Garonne              |
| Divers centre                      |       | DVC   | 7    | Mobilisés pour le Tarn-et-Garonne              |
| Divers gauche                      |       | DVG   | 1    | Mobilisés pour le Tarn-et-Garonne              |
| Opposition (14 sièges)             |       |       |      |                                                |
| Parti radical de gauche            |       | PRG   | 6    | Groupe des radicaux républicains et apparentés |
| Mouvement radical                  |       | MR    | 1    | Groupe des radicaux républicains et apparentés |
| Parti socialiste                   |       | PS    | 4    | Groupe socialiste                              |
| Les Républicains                   |       | LR    | 3    | Les Républicains                               |
| Autre (1)                          |       |       |      |                                                |
| Sans étiquette                     |       | SE    | 1    | Non inscrits                                   |
| Président du Conseil départemental |       |       |      |                                                |
| Christian Astruc (DVC)             |       |       |      |                                                |

Le département de Tarn-et-Garonne compte maintenant 15 cantons avec à leur tête un binôme mixte
(Classement par ordre alphabétique des cantons, puis par ordre d'apparition sur site officiel du conseil général de Tarn-et-Garonne)
| Canton                              | Conseiller départemental     | Parti | Parti | Groupe                                         | Autres mandats |  |
| ----------------------------------- | ---------------------------- | ----- | ----- | ---------------------------------------------- | --- |  |
| Canton d'Aveyron-Lère               | Gérard Hebrard               |       | LR    | Mobilisés pour le Tarn-et-Garonne              | Maire de Caussade. |  |
| Canton d'Aveyron-Lère               | Véronique Riols              |       | LR    | Mobilisés pour le Tarn-et-Garonne              | |  |
| Canton de Beaumont-de-Lomagne       | Francine Debiais             |       | DVG   | Mobilisés pour le Tarn-et-Garonne              | |  |
| Canton de Beaumont-de-Lomagne       | Jean-Luc Deprince            |       | PRG   | Groupe des radicaux républicains et apparentés | Maire de Beaumont-de-Lomagne. |  |
| Canton de Castelsarrasin            | Jean-Philippe Besiers        |       | DVC   | Mobilisés pour le Tarn-et-Garonne              | Maire de Castelsarrasin. |  |
| Canton de Castelsarrasin            | Véronique Colombie           |       | DVC   | Mobilisés pour le Tarn-et-Garonne              | |  |
| Canton de Garonne-Lomagne-Brulhois  | Christian Astruc             |       | DVC   | Mobilisés pour le Tarn-et-Garonne              | Président du conseil départemental. |  |
| Canton de Garonne-Lomagne-Brulhois  | Marie-José Mauriege          |       | DVC   | Mobilisés pour le Tarn-et-Garonne              | |  |
| Canton de Moissac                   | Maryse Baulu                 |       | LR    | Mobilisés pour le Tarn-et-Garonne              | |  |
| Canton de Moissac                   | Jean-Michel Henryot          |       | LR    | Mobilisés pour le Tarn-et-Garonne              | |  |
| Canton de Montauban-1               | Ghislain Descazeaux          |       | PS    | Groupe socialiste                              | |  |
| Canton de Montauban-1               | Liliane Morvan               |       | PS    | Groupe socialiste                              | |  |
| Canton de Montauban-2               | Catherine Bourdoncle         |       | PS    | Groupe socialiste                              | |  |
| Canton de Montauban-2               | José Gonzalez                |       | PRG   | Groupe des radicaux républicains et apparentés | |  |
| Canton de Montauban-3               | Brigitte Barèges             |       | LR    | Les Républicains                               | Maire de Montauban; Présidente du Grand Montauban; Vice-présidente du conseil départemental (2015-2016); Ancienne députée de la 1ère circonscription du 82. Condamnée à 5 ans d'inéligibilité le 9 février 2021. |  |
| Canton de Montauban-3               | Marie-Claude Berly           |       | LR    | Les Républicains                               | Remplace Brigitte Barèges. |  |
| Canton de Montauban-3               | Pierre Mardegan              |       | LREM  | Mobilisés pour le Tarn-et-Garonne              | Décès le 9 mai 2021. |  |
| Canton de Montauban-3               | Georges Darul                |       | SE    | Non-inscrits                                   | Remplace Pierre Mardegan |  |
| Canton de Montech                   | Dominique Sardeing-Rodriguez |       | PS    | Groupe socialiste                              | |  |
| Canton de Montech                   | Michel Weil                  |       | MR    | Groupe des radicaux républicains et apparentés | |  |
| Canton du Pays de Serres Sud-Quercy | Mathieu Albugues             |       | LR    | Les Républicains                               | |  |
| Canton du Pays de Serres Sud-Quercy | Colette Jalaise              |       | LR    | Mobilisés pour le Tarn-et-Garonne              | |  |
| Canton de Quercy-Aveyron            | Jean-Claude Bertelli         |       | LR    | Mobilisés pour le Tarn-et-Garonne              | |  |
| Canton de Quercy-Aveyron            | Véronique Cabos              |       | LR    | Mobilisés pour le Tarn-et-Garonne              | |  |
| Canton de Quercy-Rouergue           | Monique Ferrero              |       | LR    | Les Républicains                               | |  |
| Canton de Quercy-Rouergue           | Léopold Viguié               |       | DVC   | Mobilisés pour le Tarn-et-Garonne              | |  |
| Canton de Tarn-Tescou-Quercy vert   | Jérôme Beq                   |       | DVC   | Mobilisés pour le Tarn-et-Garonne              | Maire de Labastide-saint-Pierre. |  |
| Canton de Tarn-Tescou-Quercy vert   | Frédèrique Turella-Bayol     |       | DVC   | Mobilisés pour le Tarn-et-Garonne              | |  |
| Canton de Valence                   | Jean-Michel Baylet           |       | PRG   | Groupe des radicaux républicains et apparentés | Ancien président du conseil départemental; Ancien ministre; Ancien sénateur; Ancien député; Maire de Valence d'Agen.                                                                                             |  |
| Canton de Valence                   | Christiane Le Corre          |       | PRG   | Groupe des radicaux républicains et apparentés | |  |
| Canton de Verdun-sur-Garonne        | Marie-Claude Negre           |       | PRG   | Groupe des radicaux républicains et apparentés | Maire de Campsas; Présidente de la Communauté de communes Grand-Sud Tarn-et-Garonne. |  |
| Canton de Verdun-sur-Garonne        | Denis Roger                  |       | PRG   | Groupe des radicaux républicains et apparentés | Ancien maire de Verdun-sur-Garonne; Ancien vice-président du conseil départemental; Ancien président de la Communauté de communes Garonne-Gascogne.                                                              |  |

## Conseil général avant 2015
| Parti                             | Parti | Parti | Élus |
| --------------------------------- | ----- | ----- | ---- |
| Majorité (28 sièges)              |       |       |      |
| Parti socialiste                  |       | PS    | 8    |
| Parti radical de gauche           |       | PRG   | 13   |
| Divers gauche                     |       | DVG   | 1    |
| Mouvement démocrate               |       | MoDem | 2    |
| Divers droite                     |       | DVD   | 2    |
| Union pour un mouvement populaire |       | UMP   | 1    |
| Sans étiquette                    |       | SE    | 1    |
| Non-inscrits (2 sièges)           |       |       |      |
| Divers gauche                     |       | DVG   | 1    |
| Divers droite                     |       | DVD   | 1    |
| Président du conseil général      |       |       |      |
| Jean-Michel Baylet (PRG)          |       |       |      |

| Canton                              | Circ. | Conseiller général           | Parti | Parti | Groupe | Série | Autres mandats                                                                                                |
| ----------------------------------- | ----- | ---------------------------- | ----- | ----- | ------ | ----- | --- |
| Arrondissement de Castelsarrasin    |       |                              |       |       |        |       | |
| Canton d'Auvillar                   | 2     | Christian Astruc             |       | PRG   | RDG-A  | 2008  | Maire de Dunes                                                                                                |
| Canton de Beaumont-de-Lomagne       | 2     | Jean-Luc Deprince            |       | PRG   | RDG-A  | 2011  | Maire de Beaumont-de-Lomagne                                                                                  |
| Canton de Bourg-de-Visa             | 2     | Alain Lacombe                |       | DVG   | RDG-A  | 2008  | Maire de Miramont-de-Quercy                                                                                   |
| Canton de Castelsarrasin-1          | 2     | Jean-Philippe Besiers        |       | DVG   | NI     | 2011  | Maire de Castelsarrasin                                                                                       |
| Canton de Castelsarrasin-2          | 2     | Bernard Dagen                |       | MoDem | RTG    | 2008  | |
| Canton de Lauzerte                  | 2     | Pascal Aurientis             |       | SE    | RTG    | 2011  | Maire de Saint-Amans-de-Pellagal                                                                              |
| Canton de Lavit                     | 2     | Francis Garrigues            |       | DVD   | RTG    | 2008  | Maire de Lavit Président de la CC Lomagne tarn-et-garonnaise                                                  |
| Canton de Moissac-1                 | 2     | Pierre Guillamat             |       | PRG   | RDG-A  | 2008  | Maire-adjoint de Moissac                                                                                      |
| Canton de Moissac-2                 | 2     | Guy-Michel Empociello        |       | PRG   | RDG-A  | 2011  | Maire-adjoint de Moissac                                                                                      |
| Canton de Montaigu-de-Quercy        | 2     | Jean Lavabre                 |       | PRG   | RDG-A  | 2011  | Maire-adjoint de Montaigu-de-Quercy                                                                           |
| Canton de Saint-Nicolas-de-la-Grave | 2     | Joël Capayroux               |       | PRG   | RDG-A  | 2008  | Maire de Saint-Nicolas-de-la-Grave                                                                            |
| Canton de Valence-d’Agen            | 2     | Jean-Michel Baylet           |       | PRG   | RDG-A  | 2011  | Président du conseil général de Tarn-et-Garonne Conseiller municipal de Montjoi Président de la CC Deux Rives |
| Arrondissement de Montauban         |       |                              |       |       |        |       | |
| Canton de Caussade                  | 1     | Jacques Tabarly              |       | PRG   | RDG-A  | 2011  | Maire de Septfonds                                                                                            |
| Canton de Caylus                    | 1     | Léopold Viguié               |       | DVD   | NI     | 2008  | |
| Canton de Grisolles                 | 2     | Patrick Marty                |       | PS    | PS     | 2011  | Maire de Grisolles                                                                                            |
| Canton de Lafrançaise               | 1     | Jacques Roset                |       | MoDem | RTG    | 2011  | Conseiller municipal de Lafrançaise                                                                           |
| Canton de Molières                  | 1     | Guy Hébral                   |       | PRG   | RDG-A  | 2008  | Maire de Molières                                                                                             |
| Canton de Monclar-de-Quercy         | 1     | Jean-Paul Albert             |       | DVD   | RTG    | 2011  | Maire de Monclar-de-Quercy Président de la CC Quercy Vert                                                     |
| Canton de Montauban-1               | 1     | Roland Garrigues             |       | PS    | PS     | 2011  | |
| Canton de Montauban-2               | 1     | Michel Marty                 |       | PS    | PS     | 2008  | |
| Canton de Montauban-3               | 1     | Jean-Pierre Quereilhac       |       | UMP   | RTG    | 2008  | |
| Canton de Montauban-4               | 1     | Ghislain Descazeaux          |       | PS    | PS     | 2008  | |
| Canton de Montauban-5               | 1     | José Gonzalez                |       | PRG   | RDG-A  | 2008  | |
| Canton de Montauban-6               | 1     | Claude Mouchard              |       | PS    | PS     | 2011  | |
| Canton de Montech                   | 2     | Dominique Sardeing-Rodriguez |       | PS    | PS     | 2008  | |
| Canton de Montpezat-de-Quercy       | 1     | Raymond Massip               |       | PRG   | RDG-A  | 2011  | |
| Canton de Nègrepelisse              | 1     | Jean Cambon                  |       | PS    | RDG-A  | 2011  | Président de la CC Terrasses et Vallée de l'Aveyron                                                           |
| Canton de Saint-Antonin-Noble-Val   | 1     | Jean-Paul Raynal             |       | PRG   | RDG-A  | 2011  | |
| Canton de Verdun-sur-Garonne        | 2     | Denis Roger                  |       | PRG   | RDG-A  | 2008  | Président de la CC Garonne et Gascogne                                                                        |
| Canton de Villebrumier              | 1     | Étienne Astoul               |       | PS    | PS     | 2008  | Maire de Villebrumier                                                                                         |